# Vício (álbum)
Vício é décimo quarto álbum de estúdio da cantora brasileira Simone, e foi lançado em 1987. Tom Jobim participa da faixa "Eu Sei Que Vou te Amar", enquanto Oscar Castro Neves participa de "Doce Presença" e Milton Nascimento participa de "Você é Linda" e de "Cais".
Todo o repertório do álbum se constitui de covers: "Eu Sei Que Vou Te Amar" (Lenita Bruno - 1959), 
"Cais" (Milton Nascimento/Elis Regina - 1972), "Seu Corpo" (Roberto Carlos - 1975), "Coração Ateu" (Maria Bethânia - 1975), "Trocando em Miúdos" (Francis Hime - 1977), "Pétala" (Djavan - 1982), "Simples Carinho" (Ângela Rô Rô - 1982), "Você é Linda" (Caetano Veloso - 1983), "Doce Presença" (Ivan Lins/Nana Caymmi - 1983) e "Me Chama" (Lobão/Marina Lima - 1984).
A canção "Seu Corpo" fez parte da trilha sonora nacional da novela "Sassaricando", de Silvio de Abreu, exibida entre 1987/1988 pela TV Globo. Na trama foi tema dos personagens "Penélope" e  "Tadeu", interpretados por Eva Wilma e Roberto Bataglin.
O álbum saiu com 260 mil cópias vendidas.

## Faixas
| N.º | Título                                                    | Duração |  |
| 1.  | "Eu Sei Que Vou Te Amar" (Tom Jobim / Vinicius de Moraes) | 2:47    |  |
| 2.  | "Você É Linda" (Caetano Veloso)                           | 4:49    |  |
| 3.  | "Simples Carinho" (Abel Silva)                            | 4:08    |  |
| 4.  | "Seu Corpo" (Roberto Carlos / Erasmo Carlos)              | 3:30    |  |
| 5.  | "Pétala" (Djavan)                                         | 3:45    |  |
| 6.  | "Me Chama" (Lobão)                                        | 4:45    |  |
| 7.  | "Doce Presença" (Ivan Lins / Vitor Martins)               | 3:21    |  |
| 8.  | "Coração Ateu" (Sueli Costa)                              | 3:30    |  |
| 9.  | "Trocando em Miúdos" (Francis Hime / Chico Buarque)       | 3:45    |  |
| 10. | "Cais" (Milton Nascimento / Ronaldo Bastos)               | 4:50    |  |